# ليه ألين
ليه ألين (بالإنجليزية: Les Allen)‏ (4 سبتمبر 1937 داجنهام المملكة المتحدة - ) هو لاعب كرة قدم بريطاني.